# まちづくりリーダー
まちづくりリーダーとは、まちづくりに主体的に参画する市民のリーダーのこと、或いはその資格・称号。
今日、まちづくりの分野において、リーダーとして参画し得る市民を養成するため、全国各地の市町村ないしNPOでまちづくりリーダー養成講座或いは類似の講座が開催されている。主にNPOマネジメントやワークショップのファシリテーション能力の修得など、様々な教育がなされる。
経済産業省では、タウンマネージャーやまちづくりのリーダー人材の育成事業を継続的に実施しており、全国各地の先進的なまちづくり会社等における実務体験機会を提供するインターンシップ研修や、まちづくりに関する様々なノウハウを広く体系的に学ぶ座学研修等を提供している。
静岡県では、同県市住宅部都市整備総室都市計画室が、まちづくりリーダー養成講座の主催を管轄し、受講生に対してまちづくりリーダーの称号を授与している。なお、同県では、しずおか防犯まちづくりカレッジを開催し、修了生には防犯まちづくり学士の称号を授与している。
また、社会福祉法人全国社会福祉協議会では、「福祉でまちづくりリーダー」プログラムを策定して、社会福祉分野のまちづくりリーダー育成事業を展開している。